# Bi Kun
Bi Kun (en chinois : 毕焜), né le 12 novembre 1995 à Jinzhou (Liaoning), est un skipper chinois. Il a remporté la médaille de bronze olympique en RS:X en 2020. 

## Palmarès
- Jeux olympiques de 2020 : 
  -  Médaille de bronze en RS:X